# Prionolabis atrofemorata
Prionolabis atrofemorata là một loài ruồi trong họ Limoniidae. Chúng phân bố ở miền Cổ bắc.